# Tombo
Tombo is een bestuurslaag in het regentschap Batang van de provincie Midden-Java, Indonesië. Tombo telt 3313 inwoners (volkstelling 2010).